# Maria Müller-Gögler
Maria Müller-Gögler (* 28. Mai 1900 in Leutkirch im Allgäu; † 23. September 1987 in Weingarten) war eine deutsche Schriftstellerin und Lehrerin.

## Leben
Maria Müller-Gögler wuchs im württembergischen Weingarten auf und besuchte Schulen in Ravensburg, Schwäbisch Gmünd und Ulm. So durchlief sie eine Ausbildung zur Volksschullehrerin und arbeitete zunächst einige Jahre in Steinhausen und Munderkingen in diesem Beruf, bevor sie 1924 bis 1929 an der Universität München und in Tübingen Germanistik, Philosophie und Pädagogik studierte. In Tübingen promovierte sie 1930 über Die pädagogischen Anschauungen der Marie von Ebner-Eschenbach (erschienen bei Vieweg in Leipzig, 1931). Nach ihrem Studium war sie in Ulm als Lehrerin an einem Gymnasium tätig.
1935 wurde ihr in den 1920er Jahren entstandener erster Roman Die Magd Juditha veröffentlicht, der vor dem Hintergrund des Baus der barocken Weingartener Klosterkirche das Schicksal des jungen Mädchens Juditha schildert, die – von einem Baumeister verführt – von dem Maler Cosmas Damian Asam und dem Orgelbauer Joseph Gabler beschützt wird und schließlich Gablers Ehefrau wird.
1942 folgte ein Roman über die schon als Kind mit dem welfischen Kaiser Otto IV. verheiratete Königstochter Beatrix von Schwaben. Die Heirat kann die Feindschaft zwischen Staufern und Welfen nicht beilegen, und Beatrix stirbt nur Wochen nach der Hochzeit.
Während des Zweiten Weltkrieges wandte sie sich zunächst vom historischen Roman ab. So beschrieb sie die Liebe zwischen einem französischen Kriegsgefangenen und einer jungen deutschen Lehrerin in dem Roman Der heimliche Friede, der freilich zur Zeit seiner Entstehung nicht erscheinen konnte und erst 1955 veröffentlicht wurde. 1948 erschien als ihr erstes Buch nach dem Krieg eine Biographie über den als Opern- und Oratoriensänger europaweit bekannten Ravensburger Karl Erb. Beruflich war Müller-Gögler ab dieser Zeit als Lehrerin an Grundschulen in Weingarten und Waldburg tätig.
Weitere Romane und Erzählungen, die teilweise in ihrer schwäbischen Heimat angesiedelt waren, folgten, darunter der Roman Täubchen, ihr Täubchen… über die unglückliche Liebe eines Lehrers zu einer Schülerin und die Erzählung Die Brautgasse über den Luftangriff auf Ulm. 1969 erschien mit Die Truchsessin wieder ein historischer Roman über das Leben der Ehefrau des „Bauernjörgs“ (des Truchsessen von Waldburg) zur Zeit des Bauernkriegs.
Neben Romanen veröffentlichte sie zahlreiche Erzählungen und Gedichte sowie von 1970 bis 1977 ihre Lebenserinnerungen in drei Teilen. Wie die Erinnerungen ist auch ihr weiteres Alterswerk zunehmend von feiner Ironie und Heiterkeit geprägt. Im Roman Der Pavillon beschreibt sie sieben Bewohnerinnen eines Altersheims – alle wie die Autorin im Jahr 1900 geboren – und ihre Schicksale. Auch formal originell sind ihre Romane Athalie (der zwei fiktive Tagebücher vermischt) und Hanna und das Höhere (der aus Selbstgesprächen der Titelfigur, eines ehrgeizigen Findelkinds, besteht). Ihr letzter Roman Sieben Schwerter, den sie mit 87 Jahren im Krankenhaus vollendete, umfasst drei Generationen einer Familiengeschichte.
Maria Müller-Gögler starb 1987 in Weingarten und fand auf dem dortigen Alten Friedhof ihre letzte Ruhe.
Maria Müller-Gögler war die Mutter eines Sohnes und einer Tochter. Die Tochter Gisela Linder gab Texte ihrer Mutter heraus, schrieb über ihr Werk und verfasste auch den Eintrag in der Neuen Deutschen Biographie.

## Auszeichnungen und Ehrungen
- 1955 3. Preis beim Bertelsmann-Preisausschreiben für Novellen
- 1975 Verdienstmedaille des Landes Baden-Württemberg[1]
- 1978 Kulturpreis der Städte Ravensburg und Weingarten
- 1980 Bundesverdienstkreuz am Bande
- 1986 Ehrentitel Professor des Landes Baden-Württemberg

## Werke (in Auswahl)
- Die Magd Juditha, Roman, Friedrichshafen 1935
- Doris und Herma. Roman. 1937
- Beatrix von Schwaben, Roman, Köln 1942
- Gedichte, Ulm 1947 (Neufassung 1954)
- Karl Erb. Das Leben eines Sängers, Biographie, Offenburg 1948
- Die Brautgasse. Erzählung. 1948
- Die Flucht der Lessandra Fedéle, Erzählungen, Köln/Krefeld 1949
- Ritt in den Tag. Geschichten aus Oberschwaben. 1950
- Der heimliche Friede, Roman, Tübingen 1955
- Der Schlüssel, Novelle, Gütersloh 1956
- Lieder und Gesänge, Ulm 1960
- Täubchen, ihr Täubchen, Roman, Karlsruhe 1963
- Wer gibt mir Flügel?, Roman, Rottenburg 1965
- Die Truchsessin, Roman, Waldburg 1969
- Bevor die Stürme kamen, Erinnerungen, Ulm 1970
- Geschichte einer Kindheit vor dem 1. Weltkrieg. 1970
- Die Frau am Zaun. Erzählungen. 1970
- Hinter blinden Fenstern, Erinnerungen, Ulm 1973
- Das arme Fräulein, Erinnerungen, Ulm 1977
- Der Schlüssel, Erzählungen und Novellen, Stuttgart 1979
- Gedichte. 1980
- Der Pavillon, Roman, Sigmaringen 1980
- Athalie, Roman, Sigmaringen 1983
- Hanna und das Höhere, Roman, Thorbecke 1984
- Sieben Schwerter, Roman, Sigmaringen 1987
- Kriegsende '45, aus dem Tagebuch, Ravensburg 1995

### Werkausgabe
- Werkausgabe in 9 Bänden, Thorbecke, Sigmaringen 1980 (enthält die bis 1980 erschienenen Werke und als Erstausgabe den Roman „Der Pavillon“)

### Sammelbände
- Gegen die Zeit zu singen. Eine Lesebuch, hrsg. v. Gisela Linder u. Winfried Wild, Sigmaringen 1990
- Weihnachtszeit damals in Oberschwaben, Gedichte und Geschichten, hrsg. v. Gisela Linder, Friedrichshafen 1999